# 가데나정
가데나정(일본어: 嘉手納町)은 일본 오키나와현 나카가미군의 정이다.
극동 최대의 미군 기지인 가데나 공군기지가 있다. 태평양 전쟁 이전 오키나와 현영 철도 가데나선의 종점인 가데나역이 놓였고 히자강 하구의 항구는 야바루선에 의한 물자의 집적지가 되어 오키나와 중부의 교통 요지로 번창했다. 한때는 일본 최대의 로터리인 가데나 로터리가 있었지만 재개발과 함께 현재는 없어졌다. 전후에 정 면적의 88%가 미군 기지에 접수되어 가데나 비행장에 의존하는 전형적인 기지 도시가 되었다.

## 지리

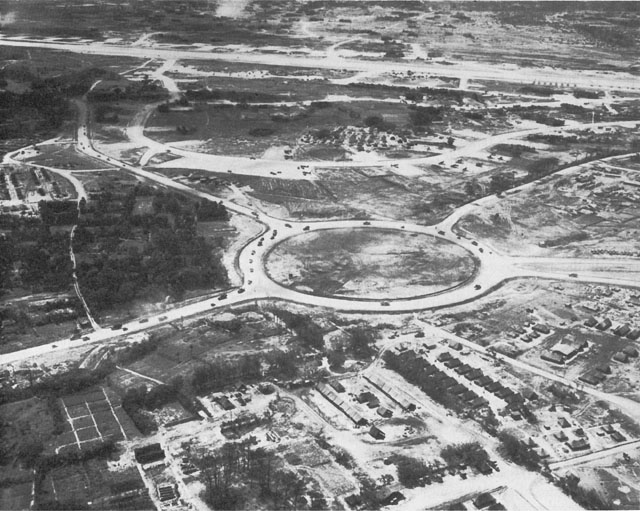
가데나 로터리와 가데나 비행장(1945년 8월)

오키나와섬 중부에 위치하고 동중국해와 접한다. 면적의 83%를 가데나 기지가 차지하고 나머지 불과 2.6km2에 약 14,000명이 산다.

### 인접한 자치체
- 오키나와시
- 자탄정
- 요미탄촌

## 역사
- 1948년 - 자탄촌(현 자탄정)에서 분리되었다.
- 1976년 - 정으로 승격하였다.

## 교통

### 도로
- 국도 58호선